# G6 (Unione Europea)

I membri del G6.

Il G6 (Gruppo dei sei) dell'Unione europea è il gruppo informale formato dai ministri dell'interno dei sei maggiori Stati membri dell'Unione europea (Germania, Francia, Regno Unito, Italia, Spagna e Polonia), cioè quelli con la popolazione più numerosa e, quindi, con la maggioranza dei voti nel Consiglio dell'Unione europea. Il G6 è stato fondato nel 2003 come G5 per trattare le tematiche legate a immigrazione, terrorismo e ordine pubblico; successivamente, nel 2006, la Polonia è entrata nel gruppo, ridenominato da allora G6. Nel 2020, dopo l'uscita del Regno Unito dall'UE, è ritornato il G5.
Il G6 è formato da:
| Stato       | Popolazione | Voti nel Consiglio UE | Voti nel Consiglio UE | Note     |
| ----------- | ----------- | --------------------- | --------------------- | -------- |
| Germania    | 82.314.906  | 29                    | 8,4%                  |          |
| Francia     | 63.392.140  | 29                    | 8,4%                  |          |
| Regno Unito | 60.587.300  | 29                    | 8,4%                  |          |
| Italia      | 60.442.587  | 29                    | 8,4%                  |          |
| Spagna      | 45.116.894  | 27                    | 7,8%                  |          |
| Polonia     | 38.116.486  | 27                    | 7,8%                  | dal 2006 |
| Totale      | 349.970.313 | 170                   | 49,2%                 |          |

Sotto il terzo pilastro dell'UE, relativo alla "Cooperazione di polizia e giudiziaria in materia penale", i poteri sono in gran parte intergovernativi; questa è un'area politica dell'UE in cui non vi è alcun monopolio della Commissione europea sul proporre le leggi. In altri settori, la Commissione può di solito creare un equilibrio tra gli Stati, ma in questo caso il G6 ha una grande influenza sulla Commissione.
La mancanza di trasparenza e la responsabilità del G6 sono state criticate da una serie di figure, in particolare da un rapporto della Camera dei Lord del Regno Unito.
Le riunioni si sono svolte a:
- Jerez de la Frontera, 18 maggio 2003
- La Baule, 18-19 ottobre 2003[5]
- Firenze, 17-18 ottobre 2004[6]
- Granada, 14-15 marzo 2005[7]
- Stratford-upon-Avon, 25-26 ottobre 2006[8]
- Venezia, 11-12 maggio 2007[9]
- Sopot, 17-18 ottobre 2007[10]
- Bonn, 26-27 settembre 2008
- Berlino, 15 marzo 2009
- Londra, 5 novembre 2009[11]
- Varese 28-29 maggio 2010
- Madrid, 30 giugno 2011
- Parigi, 30 novembre-1º dicembre 2011
- Monaco di Baviera, 17-18 maggio 2012
- Londra, 20-21 novembre 2012
- Roma, 12-13 settembre 2013[12]
- Parigi, 6 novembre 2014[13]